# Lucky loser

Partida qualificatória para a Copa do Mundo de 1958 de Israel contra o "lucky loser" País de Gales, que acabou chegando às quartas de final daquele torneio.

Lucky Loser, algo como "perdedor sortudo" em português, é uma terminologia usada nos esportes para designar atletas/equipes que não se classificaram para um torneio nas fases qualificatórias, mas que tiveram a sorte de entrar no torneio devido à desistência de algum outro atleta/equipe.
Este termo é mais comumente usado no Tênis, mas também pode ser usado em outros esportes. Um dos casos mais emblemáticos aconteceu no futebol, com a Seleção Dinamarquesa de Futebol durante a Eurocopa de 1992. Ela teve a sorte de, mesmo eliminada na fase eliminatória do torneio, poder competir devido aos acontecimentos da Guerra dos Balcãs, que fez com que a Iugoslávia fosse expulsa do torneio. Desta forma, por ter tido o melhor desempenho nas eliminatórias, a Dinamarca foi convidada a entrar no lugar da Iugoslávia, e para deixar o feito ainda mais extraordinário, conquistar o campeonato.

## Casos de Lucky Losers famosos no Ténis
São raros os casos de tenistas que conquistaram um torneio após se classificar via regra do Lucky loser. De 1978 (que é quando começou a Era Aberta do tenis) até 2018, isso aconteceu em 11 oportunidades, sendo 9 no masculino e 3 no feminino (sendo uma delas num torneio de menor expressão). Os Lucky losers vitoriosos são:
| Masculino - Heinz Gunthardt no Aberto de Springfield de 1978 - Bill Scanlon no Aberto de Maui de 1978 - Francisco Clavet no Aberto de Hilversum de 1990 in Hilversum - Christian Miniussi no Aberto de São Paulo de 1991 - Sergiy Stakhovsky no Aberto de Zabreb de 2008 - Rajeev Ram no Aberto de Newport de 2009 - Andrey Rublev no Aberto de Umag de 2017 - Leonardo Mayer no Aberto de Hamburgo de 2017 - Marco Cecchinato no Aberto da Hungria de 2018 - Maldonado no Aberto da ATASPO de 2019 | Feminino - Kay McDaniel WTA de Atlanta de 1980 - Andrea Jaeger no WTA de Las Vegas de 1980 - Olga Danilović WTA de Moscow de 2018 |

Há ainda mais 3 casos de duplas masculinas que venceram um torneio após poderem participar via critério do Lucy loser.

## Lucky Losers famosos no Futebol
- O Atlético de Madrid, que herdou a vaga do Mundial Interclubes de 1974, após o campeão europeu Bayern de Munique recusar-se a participar do torneio.[9]
- Dinamarca vence a Eurocopa de 1992 depois após herdar a vaga da Iugoslávia[2]
- Em 1958, O País de Gales não consegue se classificar para a Copa do Mundo de Futebol daquele ano via eliminatórias. Mesmo eliminados, são convidados a participar de uma repescagem, após todos os oponentes de Israel, por questões políticas, se recusarem a enfrentá-lo. Eles então ganham de Israel, e se classificam para a Copa.

## Casos Famosos em Outros Esportes
Considera-se a esgrimista americana Mariel Zagunis como uma "lucky loser", já que ela não se classificou para os Jogos Olímpicos de Atenas em 2004 via qualificação direta (perdendo o lugar da equipe americana para Sada Jacobson). No entanto, a Nigéria retirou sua esgrimista dos Jogos, e essa vaga foi para a esgrimista mais bem classificada que ainda não havia se classificado - no caso, a Mariel Zagunis, que conquistou a medalha de ouro no Sabre feminino nos Jogos de 2004.